# Джексон, Стивен Рэнделл
Стивен Рэнделл «Рэнди» Джексон (англ. Steven Randall "Randy" Jackson; род. 29 октября 1961, Гэри, Лейк, Индиана, США) — американский певец и музыкант. Принадлежал к семейной музыкальной группе The Jackson 5, выступал с ней с 1975 года. Имел прозвище Little Randy (с англ. — «маленький Рэнди»), поскольку был моложе всех братьев в семье, а из сестёр был старше лишь Джанет. Одним из его старших братьев был Майкл Джексон.
Рэнди Джексон является соавтором сингла «Shake Your Body» с альбома Destiny. Его вокал можно услышать в таких песнях, как «Can You Feel It» с альбома Triumph, «One More Chance» и «The Hurt» с альбома Victory и «Nothin' (That Compares 2 U)» с 2300 Jackson Street. Вместе со своей собственной группой он выпустил альбом Randy & The Gypsys (1989).
В 1980 году получил тяжёлые травмы в автомобильной аварии. Был дважды женат и разведён, от обоих браков в совокупности имеет четверых детей.
В июне 2010 года был госпитализирован из-за сердечного приступа.

## Дискография

### Список песен
| Год  | Название                                      | Автор(ы)                                                        | Альбом                                  |
| ---- | --------------------------------------------- | --------------------------------------------------------------- | --------------------------------------- |
| 1978 | «How Can I Be Sure»                           | Стив Штейн и Захари Пэрри                                       | промосингл How Can I Be Sure            |
| 1978 | «Love Song For Kids» (вместе с Janet Jackson) | Эрт Позей и Джозеф Пауэлл                                       | промосингл How Can I Be Sure            |
| 1981 | «Giving You Up»                               | Рэнди Джексон                                                   | Ла Тойя Джексон — My Special Love       |
| 1981 | «Love Song» (бэк-вокал)                       | Тито Джексон, Джонатан Моффет, Майк Маккини и Джеймс Брэдли-мл. | Ла Тойя Джексон — My Special Love       |
| 1984 | «Come Alive It’s Saturday Night» (бэк-вокал)  | Рэнди Джексон, Джеки Джексон, Тито Джексон и Марлон Джексон     | Ребби Джексон — Centipede               |
| 1985 | «We Are The World»                            | Майкл Джексон и Лайонел Ричи                                    | USA for Africa — We are he World        |
| 1989 | «Perpetrators»                                | Моррис Ренти-мл.                                                | Randy & The Gypsys - Randy & The Gypsys |
| 1989 | «Luv Thang»                                   | Рэнди Джексон                                                   | Randy & The Gypsys - Randy & The Gypsys |
| 1989 | «Love You Honey»                              | Рэнди Джексон                                                   | Randy & The Gypsys - Randy & The Gypsys |
| 1989 | «You Got A Lady»                              | Рэнди Джексон                                                   | Randy & The Gypsys - Randy & The Gypsys |
| 1989 | «The Love We Almost Had»                      | Рэнди Джексон                                                   | Randy & The Gypsys - Randy & The Gypsys |
| 1989 | «Gigolo»                                      | Брайан Лорен                                                    | Randy & The Gypsys - Randy & The Gypsys |
| 1989 | «I Can’t Wait»                                | Рэнди Джексон                                                   | Randy & The Gypsys - Randy & The Gypsys |
| 1989 | «I Need You»                                  | Рэнди Джексон                                                   | Randy & The Gypsys - Randy & The Gypsys |
| 1989 | «Not Because Of Me»                           | Рэнди Джексон                                                   | Randy & The Gypsys - Randy & The Gypsys |
| 1990 | «I Want You Back» (1990) (бэк-вокал)          | Берри Горди-мл., Альфонсо Мизелл, Фредди Перрен и Дик Ричардс   | The Newtrons — The Newtrons             |

### Песни написанные Рэнди
Треки, также спродюсированные Рэнди, выделены астериском (*):
| Год  | Название                                  | Соавтор(ы) | Альбом                                      | Исполнитель        |
| ---- | ----------------------------------------- | --- | ------------------------------------------- | ------------------ |
| 1977 | «Different Kind Of Lady»*                 | Джеки Джексон, Тито Джексон, Марлон Джексон и Майкл Джексон                                                                           | Goin' Places                                | The Jacksons       |
| 1977 | «Do What You Wanna»*                      | Джеки Джексон, Тито Джексон, Марлон Джексон и Майкл Джексон                                                                           | Goin' Places                                | The Jacksons       |
| 1978 | «Push Me Away»*                           | Джеки Джексон, Тито Джексон, Марлон Джексон и Майкл Джексон                                                                           | Destiny                                     | The Jacksons       |
| 1978 | «Things I Do For You»*                    | Джеки Джексон, Тито Джексон, Марлон Джексон и Майкл Джексон                                                                           | Destiny                                     | The Jacksons       |
| 1978 | «Shake Your Body (Down to the Ground)»*   | Майкл Джексон | Destiny                                     | The Jacksons       |
| 1978 | «Destiny»*                                | Джеки Джексон, Тито Джексон, Марлон Джексон и Майкл Джексон                                                                           | Destiny                                     | The Jacksons       |
| 1978 | «Bless His Soul»*                         | Джеки Джексон, Тито Джексон, Марлон Джексон и Майкл Джексон                                                                           | Destiny                                     | The Jacksons       |
| 1978 | «All Night Dancin'»*                      | Майкл Джексон | Destiny                                     | The Jacksons       |
| 1978 | «That’s What You Get (For Being Polite)»* | Майкл Джексон | Destiny                                     | The Jacksons       |
| 1980 | «Lovely One»*                             | Майкл Джексон | Triumph                                     | The Jacksons       |
| 1980 | «Time Waits for No One»*                  | Джеки Джексон | Triumph                                     | The Jacksons       |
| 1980 | «Walk Right Now»*                         | Майкл Джексон и Джеки Джексон | Triumph                                     | The Jacksons       |
| 1980 | «Give It Up»*                             | Майкл Джексон | Triumph                                     | The Jacksons       |
| 1980 | «Wondering Who»*                          | Джеки Джексон | Triumph                                     | The Jacksons       |
| 1981 | «Giving You Up»*                          | — | My Special Love                             | Ла Тойя Джексон    |
| 1981 | «Special Love»*                           | Джеки Джексон, Тито Джексон и Марлон Джексон                                                                                          | My Special Love                             | Ла Тойя Джексон    |
| 1984 | «One More Chance»*                        | — | Victory                                     | The Jacksons       |
| 1984 | «The Hurt»*                               | Майкл Джексон, Дэвид Пейч и Стив Поркаро                                                                                              | Victory                                     | The Jacksons       |
| 1984 | «Come Alive It’s Saturday Night»*         | Джеки Джексон, Тито Джексон и Марлон Джексон                                                                                          | Centipede                                   | Ребби Джексон      |
| 1987 | «Time Out for the Burglar»*               | Джеки Джексон, Бернард Эдвардс, Эдди Мартинез, Джефф Бовэ, Памела Филиппс Олэнд, Р. Харт, Энтони Томпсон, Билли Стайнберг и Том Келли | Burglar: Original Motion Picture Soundtrack | The Jacksons       |
| 1989 | «2300 Jackson Street»*                    | Джермейн Джексон, Джеки Джексон, Тито Джексон, Джин Гриффин и Аарон Хелл                                                              | 2300 Jackson Street                         | The Jacksons       |
| 1989 | «Harley»*                                 | Джермейн Джексон, Тито Джексон, Джеки Джексон и Атала Зейн Гиллс                                                                      | 2300 Jackson Street                         | The Jacksons       |
| 1989 | «Play It Up»*                             | Джеки Джексон, Джермейн Джексон, Тито Джексон и Атала Зейн Гиллс                                                                      | 2300 Jackson Street                         | The Jacksons       |
| 1989 | «Midnight Rendezvous»*                    | Джеки Джексон, Джермейн Джексон, Тито Джексон и Атала Зейн Гиллс                                                                      | 2300 Jackson Street                         | The Jacksons       |
| 1989 | «Luv Thang»                               | — | Randy & The Gypsys                          | Randy & The Gypsys |
| 1989 | «Love You Honey»                          | — | Randy & The Gypsys                          | Randy & The Gypsys |
| 1989 | «You Got A Lady»*                         | — | Randy & The Gypsys                          | Randy & The Gypsys |
| 1989 | «The Love We Almost Had»*                 | — | Randy & The Gypsys                          | Randy & The Gypsys |
| 1989 | «I Can’t Wait»*                           | — | Randy & The Gypsys                          | Randy & The Gypsys |
| 1989 | «I Need You»*                             | — | Randy & The Gypsys                          | Randy & The Gypsys |
| 1989 | «Not Because Of Me»*                      | — | Randy & The Gypsys                          | Randy & The Gypsys |
| 2012 | «I’m Just Gonna Love You»                 | Джеки Джексон, Тито Джексон и Марлон Джексон                                                                                          | Centipede (Expanded Edition)                | Ребби Джексон      |
| 2018 | «Made for Now»                            | Джанет Джексон, Шон Баттлер, Эдгар Этейн, Эл Шеррорд Ламберд, Томас Лампкинс, Хармони Самуэльс и Уэррен Уорд                          | сингл                                       | Джанет Джексон     |

### Только продюсер
| Год  | Название песни           | Автор(ы)                                                         | Альбом                                  | Исполнитель  |
| ---- | ------------------------ | ---------------------------------------------------------------- | --------------------------------------- | ------------ |
| 1976 | «Blues Away»             | Майкл Джексон                                                    | The Jacksons                            | The Jacksons |
| 1976 | «Style Of Life»          | Майкл Джексон и Тито Джексон                                     | The Jacksons                            | The Jacksons |
| 1978 | «Blame It On The Boogie» | Мик Джексон, Дэвид Джексон и Элмар Краун                         | Destiny                                 | The Jacksons |
| 1980 | «Can You Feel It»        | Майкл Джексон и Джеки Джексон                                    | Triumph                                 | The Jacksons |
| 1980 | «Your Ways»              | Джеки Джексон                                                    | Triumph                                 | The Jacksons |
| 1980 | «Everybody»              | Майкл Джексон, Тито Джексон и Майк Маккини                       | Triumph                                 | The Jacksons |
| 1980 | «This Place Hotel»       | Майкл Джексон                                                    | Triumph                                 | The Jacksons |
| 1989 | «Please Come Back to Me» | Майк Дейли и Роберт Брукинс                                      | макси-сингл Nothin' (That Compares 2 U) | The Jacksons |
| 1989 | «Alright with Me»        | Джеки Джексон, Джермейн Джексон, Тито Джексон и Атала Зейн Гиллс | 2300 Jackson Street                     | The Jacksons |
| 1989 | «If You’d Only Believe»  | Джермейн Джексон, Билли Хаггис и Роксане Шерман                  | 2300 Jackson Street                     | The Jacksons |
| 1989 | «When I Look At You»     | Джеки Джексон и Монти Севард                                     | сингл 2300 Jackson Street               | The Jacksons |
| 1989 | «Keep Her»               | Джеки Джексон, Джермейн Джексон, Тито Джексон и Атала Зейн Гиллс | сингл Art of Madness                    | The Jacksons |